# Epauloecus unicolor
Epauloecus unicolor là một loài bọ cánh cứng trong họ Ptinidae. Loài này được Piller & Mitterpacher miêu tả khoa học năm 1783.